# فیات ۱۲۴ اسپورت اسپایدر

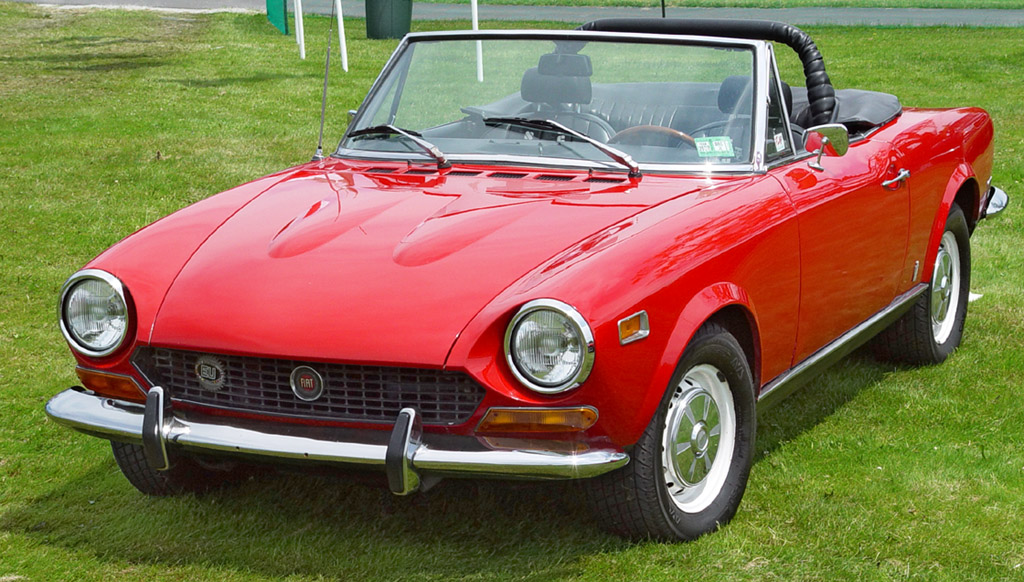

فیات ۱۲۴ اسپورت اسپایدر (Fiat ۱۲۴ Sport Spider) خودرویی است که در سال‌های ۱۹۶۶ تا ۱۹۸۵تولید شده‌است. 
طراحی آن خودروهای موتور جلو-محور عقب بوده طول آن در حالت طبیعی ۱۵۶٫۲۵ اینچ (۳٬۹۶۹ میلیمتر) است. سیستم جعبه‌دندهٔ آن ۵ دنده به صورت دستی است.